# جیم توماس
جیم توماس (انگلیسی: Jim Thomas؛ زاده ۱۹ اکتبر ۱۹۶۰) یک بازیکن بسکتبال اهل ایالات متحده آمریکا است.